# Alejandro Echeverri
Alejandro Echeverri (Medellín, 1962) es un arquitecto y urbanista colombiano. En 2016 se convirtió en el primer latinoamericano en ganar el premio Obayashi en Japón.

## Biografía
Nacido en Medellín, estudió arquitectura en la Universidad Pontificia Bolivariana y cursó un máster en Estudios Avanzados en Urbanismo y Planeación Territorial y estudios de Doctorado en Urbanismo y Planeación Territorial por la ETSAB de la Universidad Politécnica de Cataluña.
Entre 2004 y 2005, Echeverri fue director de EDU, empresa de desarrollo urbano de la ciudad de Medellín, y entre 2005 y 2008 fue Director de Proyectos Urbanos Estratégicos durante la alcaldía de Sergio Fajardo, en la que lideró la estrategia de urbanismo social, buscando transformar y mejorar los barrios con mayores problemas de desigualdad y violencia, convirtiendo a Medellín en un referente de transformación urbana.Director de Proyectos Urbanos Estratégicos
En 2010 fue cofundador y director de urbam, el Centro de Estudios Urbanos y Ambientales de la Universidad EAFIT en Medellín, y lidera la oficina de arquitectura Alejandro Echeverri + Valencia Arquitectos, centrándose en proyectos con bajo impacto ambiental.Desde 2010 trabaja con urbam en temas ambientales, urbanos y sociales en países en desarrollo como consultor internacional y asesor de ONU-Hábitat y el Banco Mundial, especialmente en países con estructuras políticas e institucionales débiles.
En 2016 se convirtió en el primer latinoamericano en ganar el premio Obayashi de Japón, otorgado a "investigadores que logran destacados logros en investigaciones académicas y otras actividades relacionadas con las ciudades". Ese mismo año formó parte del Loeb Fellowship 16-17 de la Graduate School of Design de Harvard en Estados Unidos.
Ha colaborado como profesor, conferencista y miembro del jurado de diversas instituciones internacionales, entre ellas el programa LSE Cities Master de la London School of Economics and Political Science, y como crítico de diseño en la Harvard Graduate School of Design. 
Su trabajo ha sido galardonado con el Premio Nacional de Arquitectura Colombiana de la Sociedad Colombiana de Arquitectos en 1996; la Bienal Panamericana en Diseño Urbano en 2008 y el Curry Design Prize en 2009.
Desde 2022 es miembro del jurado del Premio Mies Crown Hall Americas, fundado por el College of Architecture del Instituto de Tecnología de Illinoisy desde 2024 es embajador del Premio Ammodo de Arquitectura en Holanda.